# Skonto FC
Skonto FC var en fotbollsklubb från Riga i Lettland. 
Klubben bildades 1991 som "Forums-Skonto" men namnbytet kom redan 1992. Skonto FC är en del av Skonto som är en byggkoncern och radiostationen Radio Skonto. Skonto är storlaget inom lettisk fotboll och har dominerat den lettiska ligan sedan Lettlands självständighet. Klubben innehar delat världsrekord i antalet raka ligatitlar i fotboll för herrar. Sviten slutade år 2005, men redan då var det klart att man hade tangerat det norska laget Rosenborg BK:s rekordsvit på 13 raka titlar.

## Kända spelare
- Māris Verpakovskis
- Igors Stepanovs
- Aleksandrs Cauņa
- Marians Pahars
- Andrejs Perepļotkins